# Fusell de forrellat

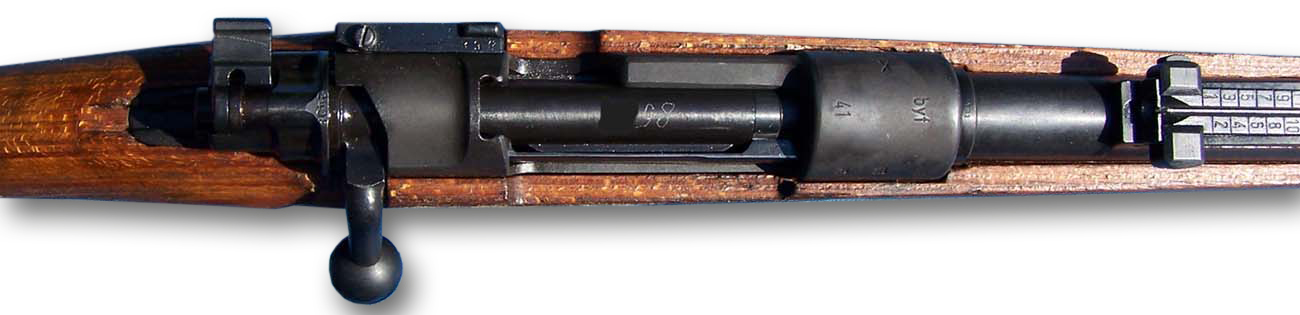
Detall del forrellat en un Mauser K98

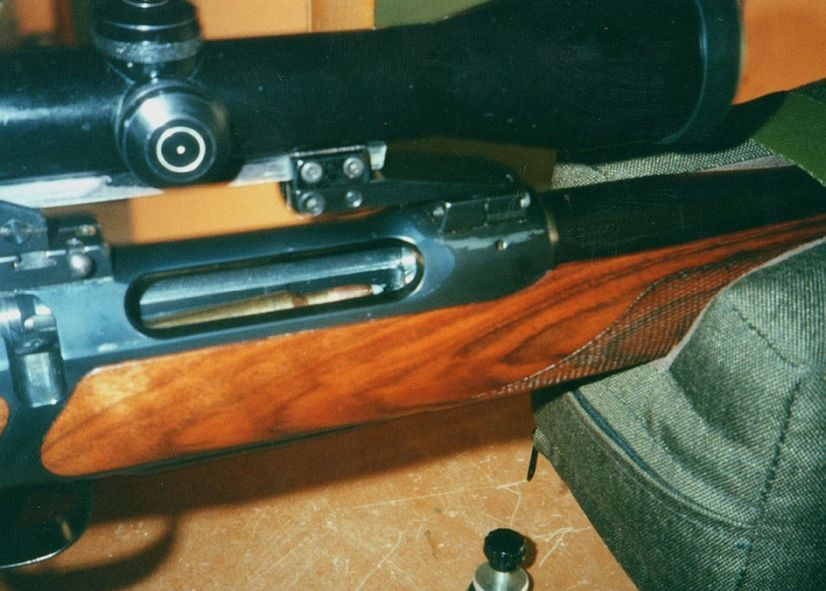
Recambra oberta d'un fusell de forrellat Steyr Mannlicher cal. 6,5X68 mm, amb munició RWS de punta tova i 93 grains.

Un fusell de forrellat és un fusell que es carrega manualment mitjançant l'accionament d'una palanca incorporada al forrellat del fusell o carrabina. Va rebre aquest nom per la seva similitud amb el forrellat emprat a les portes de les cases.
Per a carregar l'arma, s'obre el forrellat, s'introdueix el cartutx i es torna a tancar el forrellat. Un cop disparada l'arma, es torna a obrir el forrellat i s'extreu la beina.
Encara que en el segle xxi, el fusell de forrellat va ser substituït pels fusells semiautomàtics i el fusell d'assalt, el de forrellat encara és el preferit per les armes de precisió, com els fusell de franctirador i per al tir esportiu i la caça, car són comparativament més fàcils de produir, desarmar i rearmar. El mecanisme també es troba en algunes escopetes i en pistoles de tir esportiu.

## Història

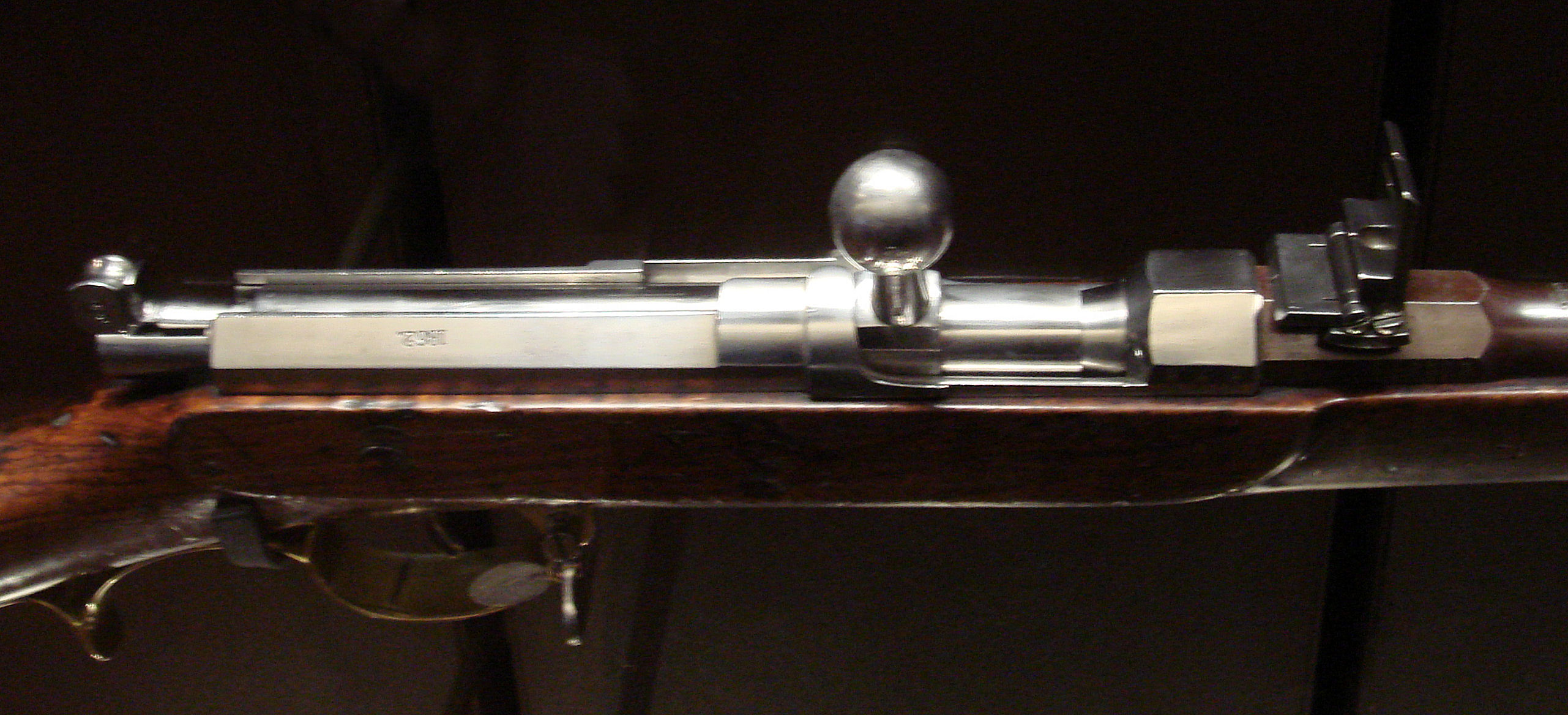
Detall del forrellat de Dreyse, un model de 1865.

Les primeres armes a incorporar el mecanisme de forrellat daten de principi del segle xix. El primer model, el Fusell Dreyse, fou fabricat l'any 1824 per Nikolaus von Dreyse. Aquest va ser perfeccionat i adoptat com a arma militar per l'exèrcit prussià l'any 1841. Durant la segona meitat del segle xix sorgiren uns nous dissenys, amb millores tècniques. Va esdevenir una de les armes estàndard dels exèrcit d'arreu del món. Per exemple l'exèrcit francès va adoptar un fusell de forrellat Chassepot el 1866, el que era una gran millora sobre els fusells d'avantcàrrega anteriors.
A partir de final del segle xix, i durant les dues Guerres Mundials, el fusell de forrellat ja era l'arma convencional d'infanteria per a la majoria dels exèrcits del món.

## Principals fusells de forrellat

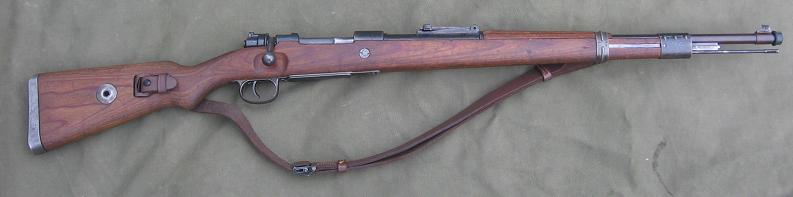
Mauser Kar 98k

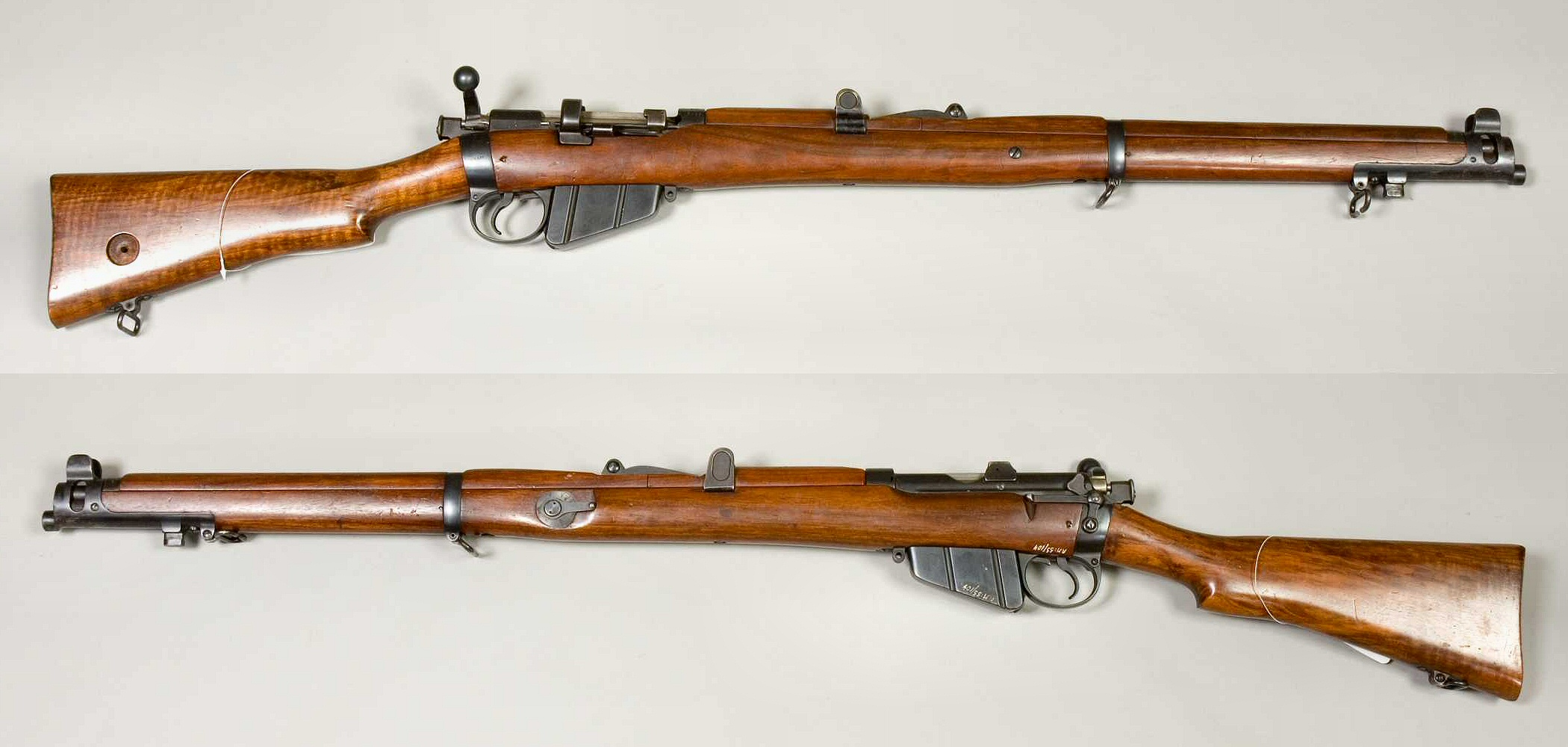
Un fusell curt, de carregador Lee-Enfield No. 1 Mk. III (Short Magazine Lee-Enfield No.1 Mk IIi)

Els tres mecanismes de forrellat principals són els de Mauser, Lee-Enfield i Mosin-Nagant.
Mauser
El Mauser 98 original, utilitzat durant la Primera Guerra Mundial per les tropes alemanyes, amb un canó massa llarg, va ser modificat i fabricat com el Mauser K98, considerat com un dels millors fusells de la història.
Lee-Enfield
El forrellat del C-Enfield, introduït el 1889, va permetre nombroses adaptacions i va ser usat abans de la Segona Guerra Mundial principalment per al tir esportiu i la caça. Després de la guerra, els SMLE Mk III, sobretot, es van convertir en fusells econòmics de caça.
Mosin-Nagant
Creat el 1891, el forrellat del Mosin-Nagant difereix significativament dels dissenys de Mauser i Lee-Enfield.